# Poike

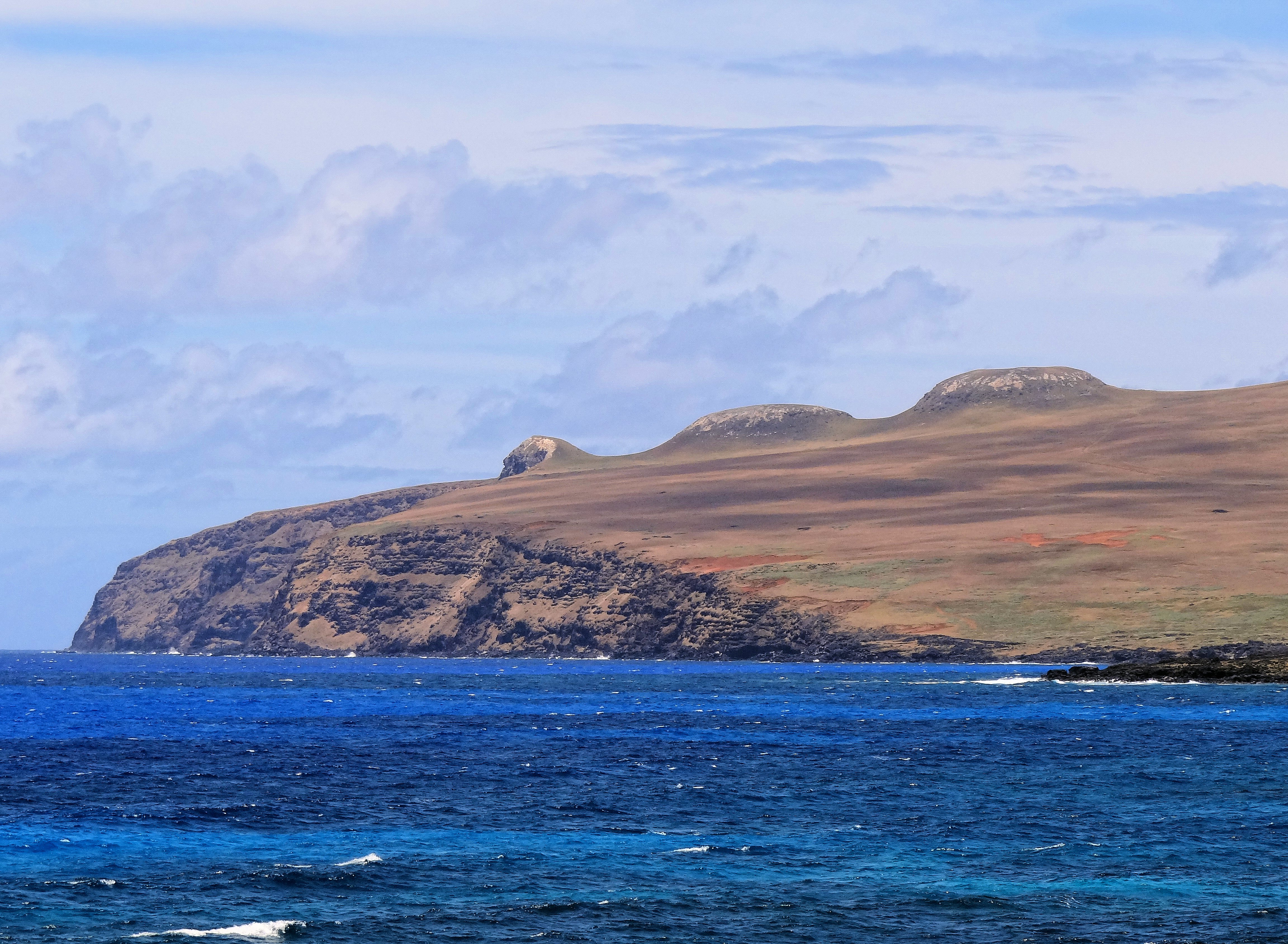
O lado norte de Poike visto do oeste

Rapa Nui mostrando Poike no lado oriental (direito) da ilha

Poike é um dos três principais vulcões extintos que formam Rapa Nui (Ilha de Páscoa) uma ilha chilena no Oceano Pacífico). A 370 metros, é o segundo ponto mais alto da ilha após Terevaka.
O Poike forma o promontório oriental de Rapa Nui, e há um precipício abrupto "a vala de Poike" através da ilha que marca a fronteira entre os fluxos de Terevaka e Poike. Sua última erupção foi entre 230.000 e 705.000 anos atrás no Pleistoceno, e como o mais antigo dos três vulcões da Ilha de Páscoa é o mais degradado com o solo relativamente sem pedras.